# Seyyed Mīrzā
Seyyed Mīrzā (persiska: مَزرَعِۀ سِيِّد, سِيِّد مير, سيّد ميرزا) är en ort i Iran.   Den ligger i provinsen Yazd, i den centrala delen av landet, 500 km sydost om huvudstaden Teheran. Seyyed Mīrzā ligger 1 243 meter över havet och antalet invånare är 563.
Terrängen runt Seyyed Mīrzā är platt åt nordost, men åt sydväst är den kuperad. Runt Seyyed Mīrzā är det glesbefolkat, med 8 invånare per kvadratkilometer. Närmaste större samhälle är Yazd, 10,5 km nordväst om Seyyed Mīrzā. Trakten runt Seyyed Mīrzā är ofruktbar med lite eller ingen växtlighet.